# Брегадзе, Иосиф Георгиевич
Иосиф Георгиевич Брегадзе (1885—1937) — участник Гражданской войны, Краснознамёнец (1926).

## Биография
Иосиф Брегадзе родился в 1885 году в городе Кутаиси (ныне — Грузия). Ещё до Октябрьской революции участвовал в революционном движении, руководил Батумской боевой дружиной, за свою деятельность был сослан в Сибирь. Активный участник октябрьских событий 1917 года, руководил боевой дружиной в Самаре. В 1918 году пошёл на службу в Рабоче-крестьянскую Красную Армию. Участвовал в боях Гражданской войны, будучи начальником разведывательного отряда 4-й армии. Участвовал в подавлении восстания Чехословацкого корпуса, боях с войсками генералов Дутова и Белова, с басмаческими формированиями. Избирался членом Реввоенсовета Туркестанской республики, председателем Реввоенсовета Северо-Восточного фронта.
С ноября 1919 года Брегадзе возглавил Вооружённые Силы Туркестанской республики. На этом посту он руководил боевыми операциями против басмаческих бандформирований. С января 1920 года занимал должность Уполномоченного Реввоенсовета Туркестанского фронта в Фергане. Во время существования Гилянской Советской Социалистической Республики Брегадзе был Уполномоченным Иранского бюро ЦК ВКП(б), занимался организацией партизанских отрядов и групп специального назначения, руководил особым отделом Персидской Красной Армии.
Приказом Революционного Военного Совета СССР № 214 от 29 марта 1926 года Иосиф Брегадзе был награждён орденом Красного Знамени.
После окончания войны Брегадзе находился на различных государственных и партийных должностях, был Народным комиссаром внутренних дел Аджарской АССР, заместителем председателя Тбилисского горкома ВКП(б). Позднее вышел на пенсию по инвалидности и переехал в Москву. 17 августа 1937 года был арестован органами НКВД СССР. 3 ноября того же года Тройка при УНКВД СССР по Московской области приговорила Иосифа Брегадзе к высшей мере наказания — расстрелу. Приговор был приведён в исполнение 5 ноября 1937 года, прах захоронен на Бутовском полигоне.
Был также награждён орденом Красного Знамени Грузинской ССР (20.3.1926).